# Gellin
Gellin é uma comuna francesa na região administrativa de Borgonha-Franco-Condado, no departamento de Doubs. Estende-se por uma área de 4,87 km². Em 2010 a comuna tinha 248 habitantes (densidade: 50,9 hab./km²).